# Sergei Alexandrowitsch Solowjow (Regisseur)

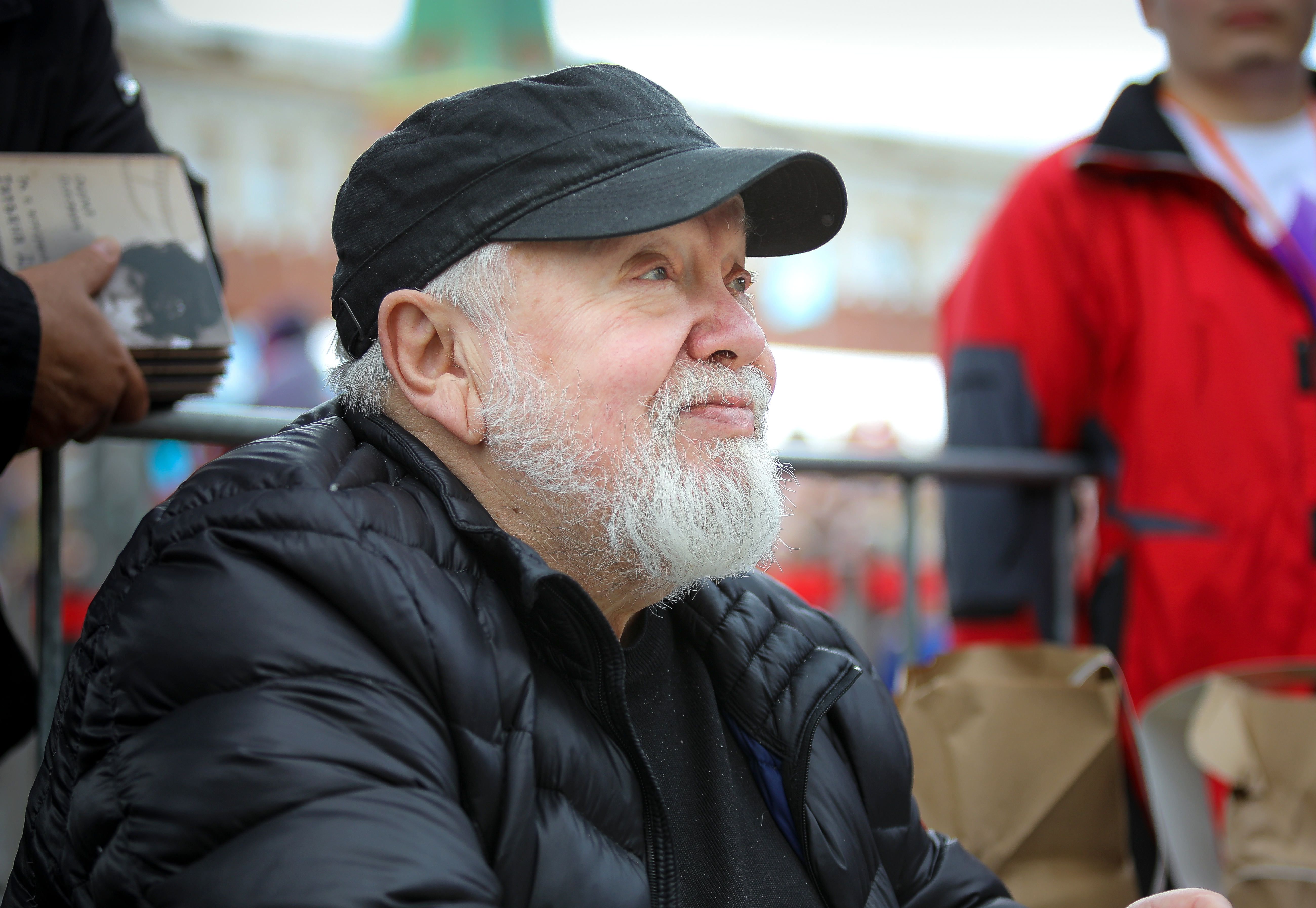
Sergei Solowjow (2017)

Sergei Alexandrowitsch Solowjow (russisch Сергей Александрович Соловьёв; * 25. August 1944 in Kem, Karelo-Finnische SSR, Sowjetunion; † 13. Dezember 2021 in Moskau, Russland) war ein sowjetisch-russischer Regisseur, Filmproduzent und Drehbuchautor sowie Volkskünstler Russlands.

## Leben
Solowjows Vater, Alexander Dmitrijewitsch Solowjow (1905–1956), war Abteilungschef des militärischen Nachrichtendienstes SMERSCH der Karelischen Front. 1947 zog seine Familie nach Leningrad. Mit 14 Jahren übernahm Solowjow eine Rolle am Leningrader Großen Dramatischen Towstonogow-Theater in einem Bühnenstück des Schriftstellers Nikolai Wirta. Die Premiere des Stückes fand am 15. November 1958 statt. Nach Abschluss der Schule war er von 1960 bis 1962 beim Leningrader Fernsehen als einfacher Arbeiter tätig. Solowjow absolvierte 1969 das Gerassimow-Institut für Kinematographie „mit Auszeichnung“ und studierte bei Michail Romm sowie Alexander Stolper.
1966 wurde der Kurzfilm des Regisseurs Pawel Kogan, basierend auf einem studentischen Drehbuch Solowjows, bei den Leipziger Filmfestspielen mit einer Goldmedaille ausgezeichnet.
1969 begann er bei der Filmgesellschaft Mosfilm zu arbeiten und debütierte im selben Jahr als Regisseur mit den Verfilmungen zweier Novellen Tschechows für den Filmalmanach Familienglück (russisch Семейное счастье). 1971 erschien die erste vollständige Verfilmung des Dramas Jegor Bulytschow und andere von Maxim Gorki. Mit Der Bahnhofvorsteher, verfilmt nach einer Erzählung Puschkins, debütierte er 1972 im Fernsehen. Das Werk wurde mehrfach ausgezeichnet. 1975 erschien Solowjows Streifen Hundert Tage nach der Kindheit, der neben den nationalen Auszeichnungen Staatspreis der UdSSR und Prämie des Leninschen Komsomol auch mit dem Silbernen Bären der Berliner Filmfestspiele gewürdigt wurde. 1981 und 1987 war er Jurymitglied bei den Filmfestspielen von Venedig. In der Sowjetunion wurde Assa, der erste Teil einer Filmtrilogie, 1987 zum Kultfilm der Perestroikazeit. Es folgten Die schwarze Rose ist das Emblem des Bedauerns, die rote Rose – das Emblem der Liebe (1989) und Das Haus unter dem Sternenhimmel (1991).
In der ersten Hälfte der 1990er Jahre arbeitete er viel am Theater. Er inszenierte die Stücke Drei Schwestern (1993), Onkel Wanja (1993) und Die Möwe (1994). 1994 erschien die deutsch-russische Verfilmung des Tschechow-Klassikers Drei Schwestern. Mit dem Hauptpreis Goldene Rose wurde das im Jahr 2000 von ihm gedrehte Melodram Zärtliches Alter, dessen Drehbuch er auch schrieb, auf dem Offenen Russischen Filmfestival Kinotheater ausgezeichnet. 2008 wurde 2-Assa-2 veröffentlicht, die Fortsetzung des Kultfilmes Assa.
Solowjow war der Autor von mehr als 100 Arbeiten zur Geschichte und Theorie der Kinematographie, ab 1970 Mitglied der Filmemachervereinigung der UdSSR/Russlands und von 1994 bis 1997 deren Vorsitzender. Von 1993 bis 1997 war er Co-Vorsitzender der Filmemachervereinigung der Gemeinschaft Unabhängiger Staaten und des Baltikums. 1995 und 1997 war er Präsident des Moskauer Filmfestivals. Von 1996 bis 1998 leitete er die Kinematographiekommission beim Präsidenten der Russischen Föderation. Außerdem war er Präsident und künstlerischer Leiter des Filmstudios Cinema Line. Er lehrte ab 1995 am Gerassimow-Institut für Kinematographie in Moskau an der Fakultät für Regisseure.
Solowjow war dreimal verheiratet und hatte zwei Kinder.

## Werke

### Filmografie
- 1969: Familienglück (Semeinoje stschastje)
- 1971: Jegor Bulytschow und andere (Jegor Bulytschow i drugije)
- 1972: Der Bahnhofsvorsteher (Stanzionny smotritel)
- 1975: Hundert Tage nach der Kindheit (Sto dnei posle detstwa)
- 1977: Melodien der weißen Nacht (Melodii beloi notschi)
- 1980: Der Retter (Spassatel)
- 1982: Die direkte Erbin (Nasledniza po prjamoi)
- 1982: Die Auserwählten (Isbrannyje)
- 1986: Das fremde Weiße und Gefleckte (Tschuschaja belaja i rjaboi)
- 1987: Assa
- 1989: Die schwarze Rose ist das Emblem des Bedauerns, die rote Rose – das Emblem der Liebe
- 1991: Das Haus unter dem Sternenhimmel
- 1994: Drei Schwestern (Tri sestry)
- 1994: Iwan Turgenjew. Metaphysik der Liebe. (Iwan Turgenew. Metafisika ljubwi), nicht fertiggestellt
- 2000: Zärtliches Alter (Neschny wosrast)
- 2003: Über die Liebe (O ljubwi)
- 2007: 2-Assa-2
- 2009: Anna Karenina
- 2010: Klassenkameraden (Odnoklassniki)

## Auszeichnungen
- 1972: Grand-Prix der Internationalen Filmfestspiele von Venedig[5] für Der Bahnhofsvorsteher
- 1975: Silberner Bär/Beste Regie, Staatspreis der UdSSR und Prämie des Leninschen Komsomol für Hundert Tage nach der Kindheit
- 1976: Verdienter Künstler der RSFSR
- 1980: Besondere Erwähnung der Jury auf den Internationalen Filmfestspielen von Venedig für Der Retter
- 1983: Goldmedaille des Kinofestivals für Kinderfilme in Salerno (Italien)
- 1986: Besondere Erwähnung der Jury auf den Internationalen Filmfestspielen von Venedig für Das fremde Weiße und Gefleckte
- 1987: Spezieller Jurypreis für Assa auf dem Festival Internacional de Cine de Donostia-San Sebastián
- 1993: Volkskünstler Russlands
- 2005: Verdienstorden für das Vaterland 4. Klasse[6]
- 2009: Spezialprämie Meister seines Faches auf dem Filmfestival „Goldene Aprikose“